# Добропіллявугілля
Державна холдингова компанія «Добропіллявугілля».
Включає 6 шахт, які видобувають енергетичне та коксівне вугілля, загальний фактичний видобуток 5 270 000 т (2003). Шахти розробляють північну частину Червоноармійського родовища Донбасу, що нараховує 12 пластів сумарною потужністю 35,6 м з кутом падіння 7-11о. У основному вугілля представлене марками Г і ГЖ. Вміст сірки 2,8 %. Середня зольність 24,5 %.
Шахти ІІІ категорії за метаном та надкатегорійні. Переважаюча система розробки — довгі стовпи за простяганням (до 1000 м). На очисних роботах використовуються механіз. комплекси, вугільні комбайни. Проходка гірн. виробок — комбайнами; підземний транспорт — електровозний і конвейєрний.
Місцезнаходження — 85000, вул. Енгельса, 32, м. Добропілля, Донецької обл.

## Підприємства
- ДВАТ «Шахта «Добропільська»
- ДВАТ «Шахта «Алмазна»
- ДВАТ «Шахта «Білицька»
- ДВАТ «Шахта «Білозерська»
- ДВАТ «Шахта «Новодонецька»
- ДВАТ «Гідрошахта «Піонер»

### Закриті
- Шахта «Красноармійська»